# Arsläjans naturreservat
Arsläjans naturreservat är ett naturreservat i Norrtälje kommun i Stockholms län.
Området är naturskyddat sedan 2002 och är 89 hektar stort. Reservatet omfattar halvön Arsläjan och Rödkobben. Reservatet består av hällmarkstallskog, granskog, sumpskog och blandskog.